# Brethour
Brethour to gmina (ang. township) w Kanadzie, w prowincji Ontario, w dystrykcie Timiskaming.
Powierzchnia Brethour to 82,05 km².
Według danych spisu powszechnego z roku 2001 Brethour liczy 157 mieszkańców (1,91 os./km²).